# Vernon (Vermont)
Vernon es un pueblo ubicado en el condado de Windham en el estado estadounidense de Vermont. En el año 2010 tenía una población de 2,206 habitantes y una densidad poblacional de 43.5 personas por km².

## Geografía
Vernon se encuentra ubicado en las coordenadas 42°46′6″N 72°31′9″O / 42.76833, -72.51917.

## Demografía
Según la Oficina del Censo en 2000 los ingresos medios por hogar en la localidad eran de $49,688 y los ingresos medios por familia eran $55,625. Los hombres tenían unos ingresos medios de $35,845 frente a los $25,139 para las mujeres. La renta per cápita para la localidad era de $19,720. Alrededor del 2.8% de la población estaban por debajo del umbral de pobreza.